# English National Ballet
El Ballet Nacional de Inglaterra (en inglés: "English National Ballet") es una compañía de ballet fundada por Alicia Markova y Anton Dolin en 1950. Con sede en Markova House en South Kensington, Londres, Inglaterra. 
Es una de las tres compañías de ballet principales del Gran Bretaña. Una de las primeras compañías que realiza giras en Europa, actuando en teatros a través del Reino Unido, así como giras internacionales y eventos especiales. La compañía emplea aproximadamente 65 bailarines y una orquesta sinfónica. Además, tiene una escuela de ballet asociada: el English National Ballet School, que es codependiente de la compañía de danza. 
La compañía regularmete realiza temporadas en el London Coliseum y ha sido notada por eventos especiales realizados en el Royal Albert Hall, el Concierto para Diana y por producir un nuevo ballet basado en el personaje animado de televisión Angelina Ballerina. El Patrón del English National Ballet es S.A.R. Príncipe Andrés, Duque de York.
Desde septiembre de 2012 la bailarina española Tamara Rojo es la directora artística.
Para la temporada 2013 y 2014 el Ballet Nacional de Inglaterra produjo una nueva versión del ballet clásico El Corsario.